# Entrevennes
Entrevennes ist eine französische Gemeinde mit 169 Einwohnern (Stand 1. Januar 2022) im Département Alpes-de-Haute-Provence in der Region Provence-Alpes-Côte d’Azur. Sie gehört zum Arrondissement Forcalquier und zum Kanton Riez. Die Bewohner nennen sich die Entrevennois.
Die angrenzenden Gemeinden sind Puimichel im Norden, Saint-Jeannet im Nordosten, Saint-Julien-d’Asse im Osten, Brunet im Süden und Le Castellet im Westen.

## Bevölkerungsentwicklung
| Jahr      | 1962 | 1968 | 1975 | 1982 | 1990 | 1999 | 2008 | 2016 |
| --------- | ---- | ---- | ---- | ---- | ---- | ---- | ---- | ---- |
| Einwohner | 112  | 104  | 98   | 109  | 128  | 163  | 167  | 165  |

## Sehenswürdigkeiten
- Kirche Saint-Martin, Monument historique

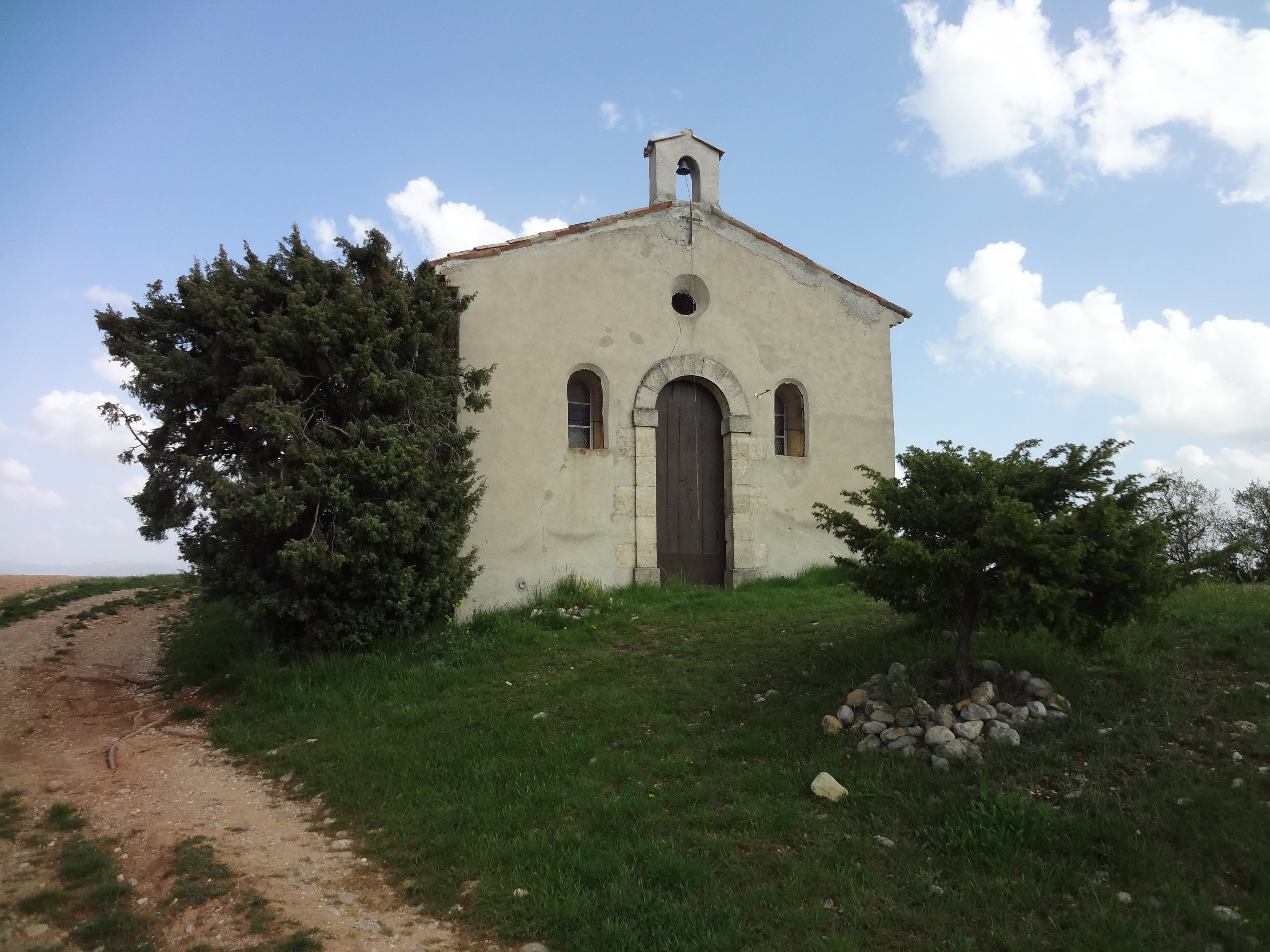
Kapelle Notre-Dame-de-la-Santé
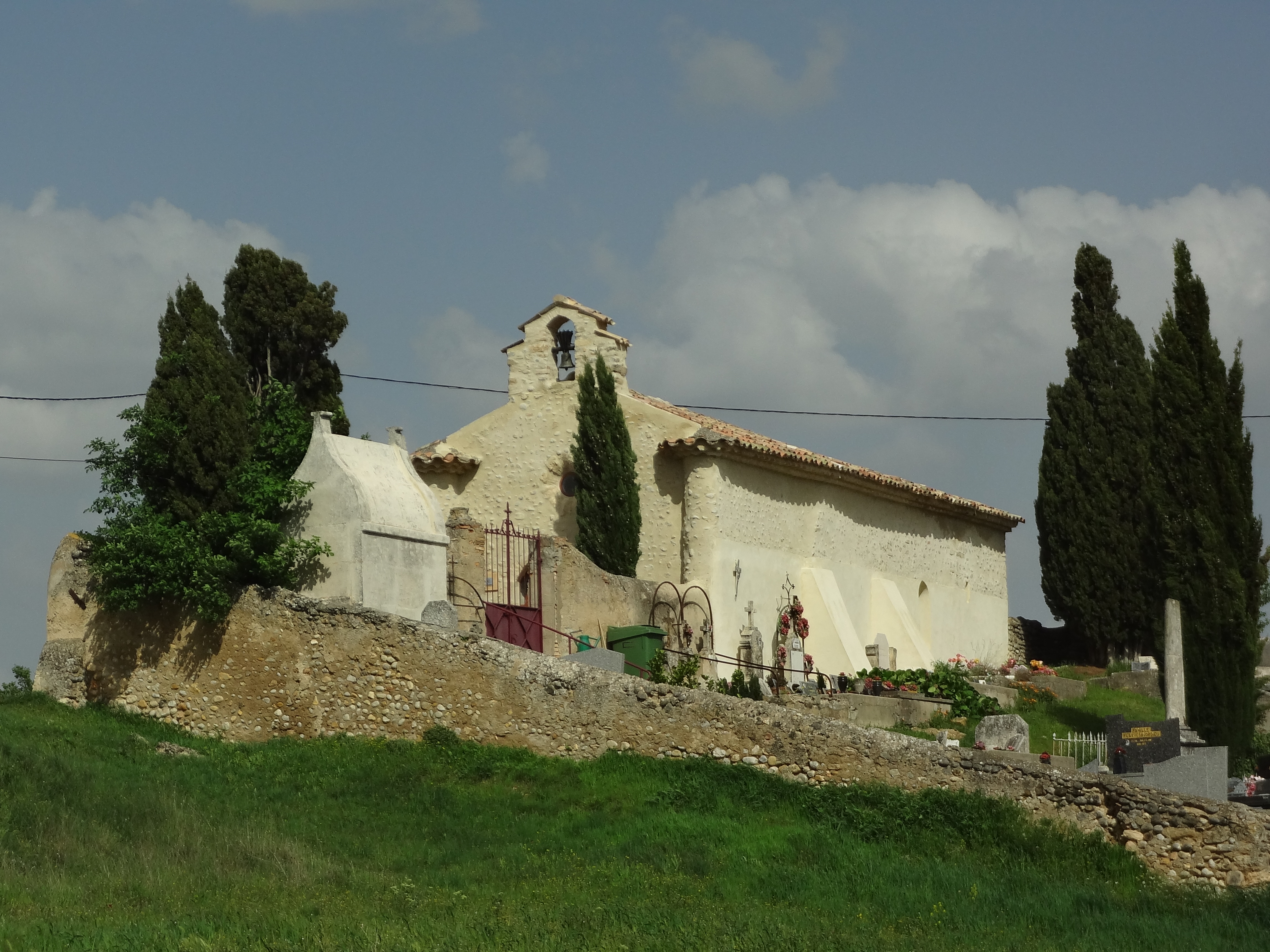
Kapelle Saint-Michel
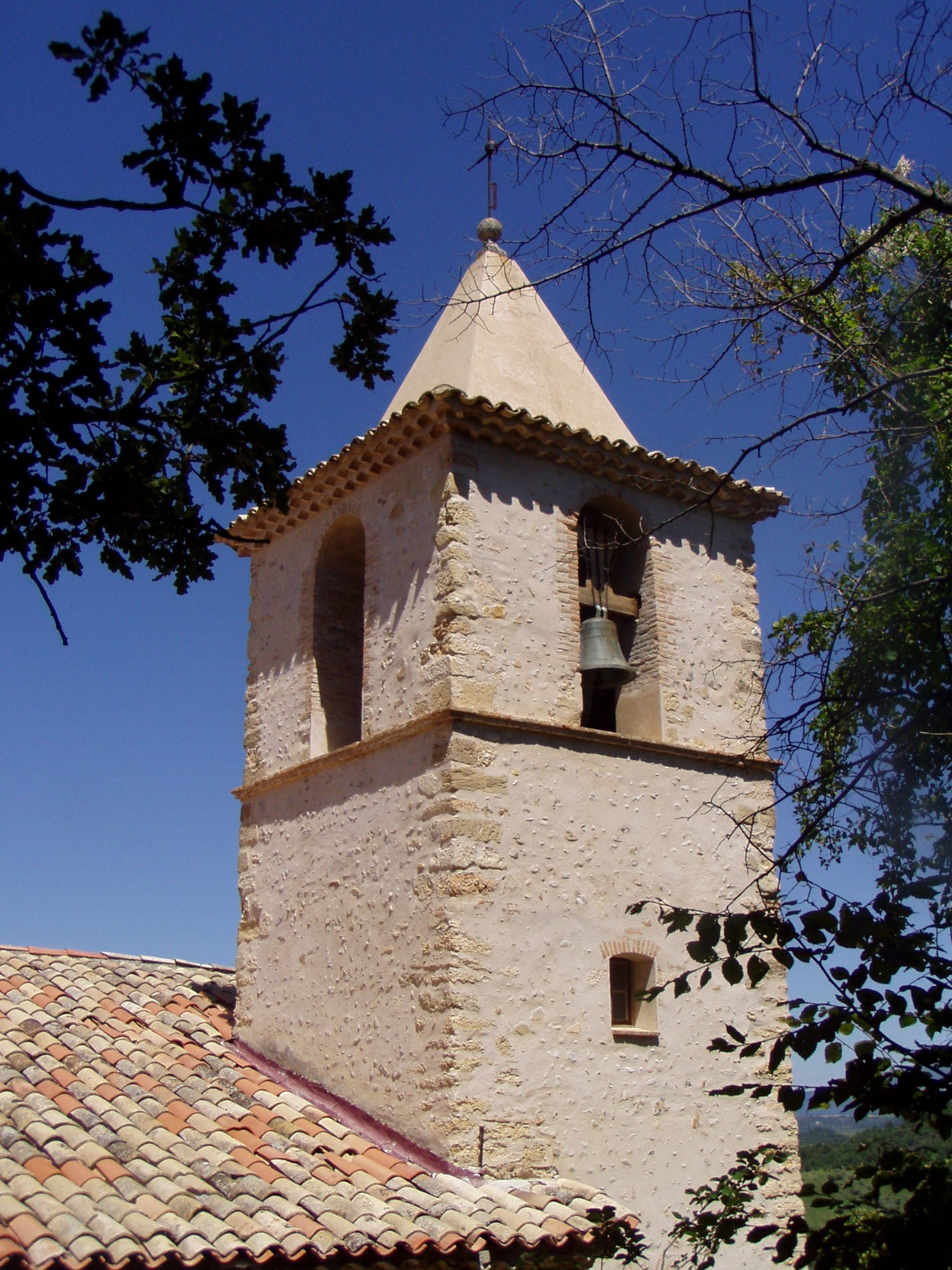
Turm der Kirche Saint-Martin
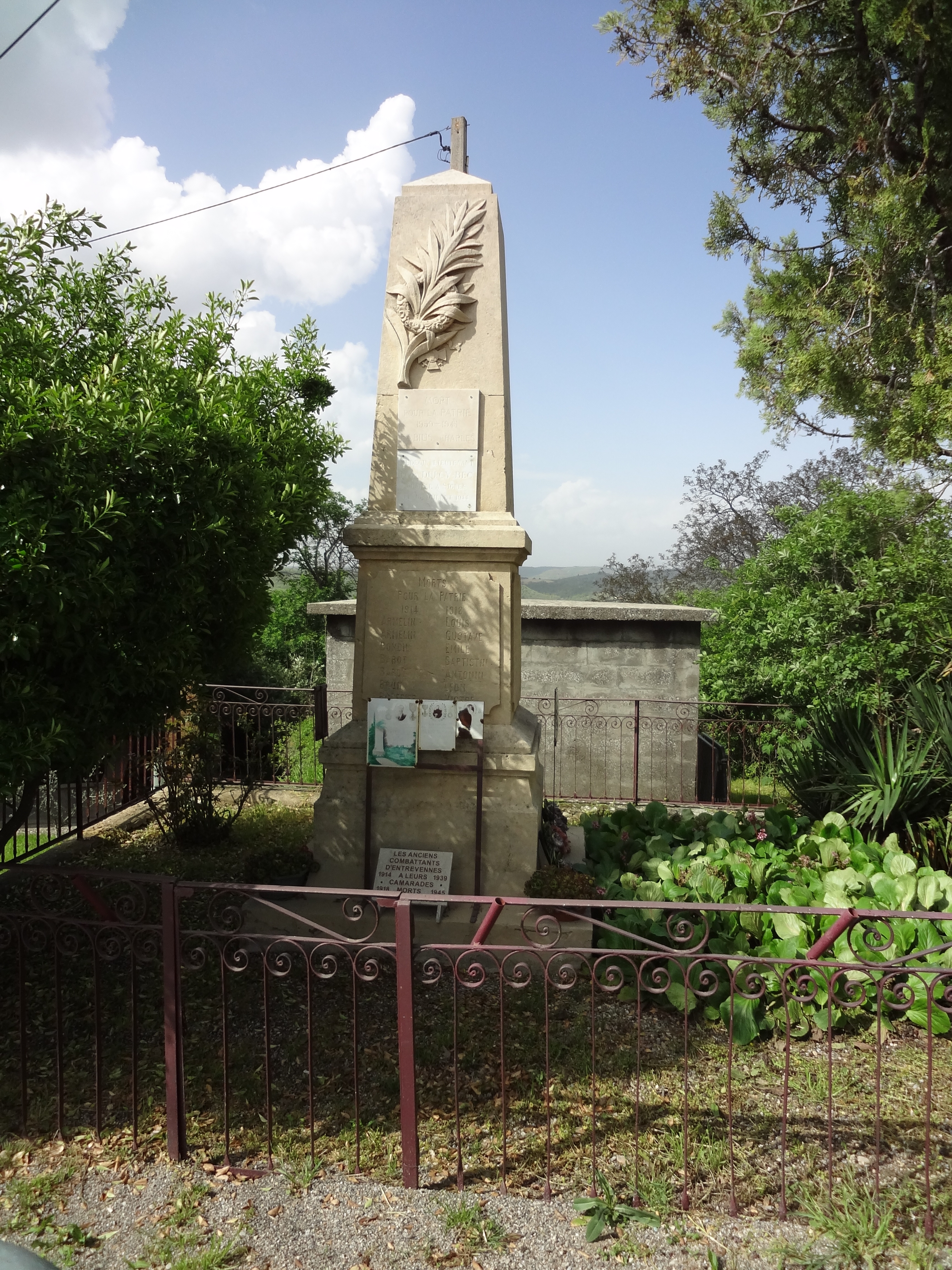
Gefallenendenkmal

- Kapelle Notre-Dame-de-la-Santé
- Kapelle Saint-Michel
- Turm der Kirche Saint-Martin
- Gefallenendenkmal